# Каленкевич, Мацей
Мацей Каленкевич (пол. Maciej Kalenkiewicz; 1 июля 1906, Пацевичи — 21 августа 1944, Сурканты) – польский инженер и  военный офицер,  подполковник войска польского, солдат специального подразделения войска польского (hubalczyk), тихотёмный, офицер Армии Крайовой, командир Новогрудского округа АК.

## Биография
Мацей Каленкевич родился в Пацевичах в волковысском уезде в семье Елены Завадской и Яна Каленкевича, происходившего из белорусского шляхетского рода герба Котвич, отец был депутатом Сейма Польской Республики и председателем правления Народно-Национального союза. У Мацея было двое братьев и сестра: братья Матвей и Войцех и сестра Анна.
С 1916 по 1920 учился в средней школе учителей и педагогов в Вильне (позднее государственная гимназия имени Сигизмунда Августа). Окончил кадетский корпус № 2 в Модлине в 1924 году получил первое место при сдаче аттестата. В этом же году вступил в Офицерскую инженерную школу в Варшаве. Во время майского переворота 1926 года подхорунжий Каленкевич, вопреки приказу непосредственных начальников, встал на сторону войск, верных правительству. Через год он окончил Офицерскую инженерную школу и получил повышение до лейтенанта. После прохождения стажировки в первом сапёрном полку имени Тадеуша Костюшко в Модлине, он поступил в 1930 году на Инженерно-строительный факультет в Варшавском политехническом университете. В декабре того же года получил диплом инженера по оборудованию и городским коммуникациям.
Получил назначение в кадетское училище сапёрного резерва в Модлине в качестве командира взвода. В 1936 году был повышен до звания капитан. В ноябре 1938 года начал обучение в Высшей военной школе Польши в Варшаве (он был первым, кто поступил в университет на вступительных экзаменах среди примерно 800 заявок на 65 мест), однако обучение было прервано войной.

## Участие в сентябрьской кампании
Во время сентябрьской кампании вермахта он был назначен в состав кавалерийской бригады Сувалки. В середине сентября он добровольно вступил в 110-й полк уланов, сформированный из резервистов под командованием подполковника Ежи Домбровского. После агрессии СССР против Польши 17 сентября 1939 года, перед лицом приближающейся Красной армии бригадным полкам было приказано пересечь польско-литовскую границу. Подполковник Домбровский привёл свой полк к границе, но не выполнил приказ о её пересечении. Он решил сначала прорваться в Варшаву, а затем распустить полк. Хенрик Добжаньский принял командование сторонниками марша в Варшаву, в том числе Каленкевичем. Каленкевич впервые стал начальником штаба в отдельном отделении польской армии, а 3 октября заместитель командира. После капитуляции Варшавы и решения Добжаньского о продолжении боевых действий в Польше, Каленкевич принял прозвище «Котвич». В конце ноября он вместе с Добжаньским отправился в Варшаву, где вступил в контакт с генералом Михалем Карушевичем-Токаржевским.

## В польских вооружённых силах на Западе

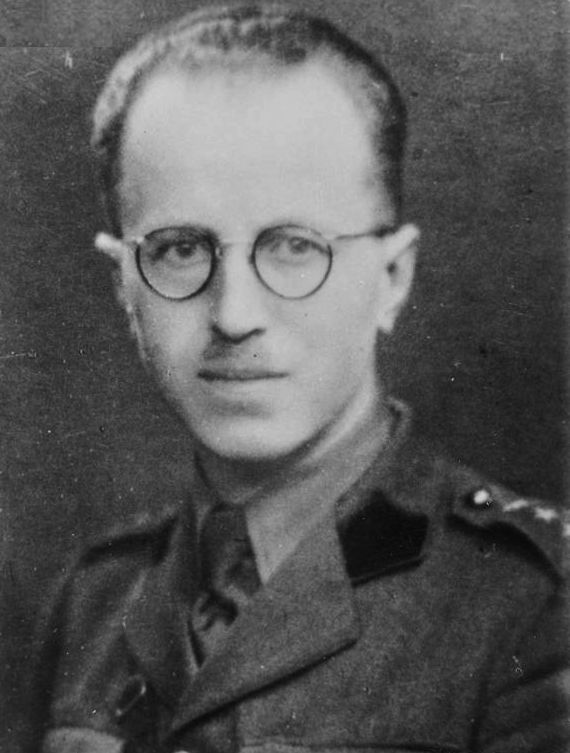
Мацей Каленкевич в военной форме Вооружённых сил Польши на Западе

Под влиянием радиообращений генерала Сикорского, Каленкевич решил попасть во Францию. 1 января 1940 года он стал слушателем информационного курса офицеров сапёров в Версале, а с 15 марта - инструктором. Трижды, в период с 30 декабря по 14 февраля, вместе с Яном Гурским он подал генералу Казимежу Соснковскому – заявку на участие в парашютном десанте в Польше. В начале мая 1940 года его перевели на работу на дачу в кабинет генерала Соснковского. После поражения Франции он эвакуировался в Великобританию (25 июня 1940 год) и был направлен в Шотландию.
Он принадлежал к реформистскому движению молодых офицеров, с которыми он связался, вероятно, ещё во Франции. Он стал соавтором меморандумов о развитии авиасообщения с оккупированной Польшей, проведении парашютной подготовки как для групп офицеров, целью которых было бы поддерживать связь со страной, так и для более крупных отрядов, целью которых было бы диверсия и со временем поддержка будущего восстания. Он был автором статьи «О завоевательной позиции польской политики», содержащей программу группы. Эта программа была основана на предположении, что место Польши в послевоенной Европе будет зависеть от военной силы, которую она представляла. Он пропагандировал омоложение армейских офицеров, организацию и обучение польской армии, прежде всего, с целью использования её в Польше (расширение воздушных и десантных подразделений). Основная стратегия предусматривала в момент распада немецких сил начало восстания или, вернее, серии восстаний в европейских странах, поддерживаемых воздушными десантами. Польша сыграла ведущую роль в организации этого движения в Центральной Европе – отсюда вытекала необходимость налаживания контактов с другими странами региона. Вероятно, именно эта статья привлекла внимание генерала Сикорского и вызвала перевод Каленкевича в октябре 1940 года на факультет парашютной подготовки и подготовки в отделе третьего начальника генерал-командующего. Это также имело другие последствия: началась реализация некоторых идей – была создана 1-я независимая парашютная бригада под командованием генерала Сосабовского, и британцы были убеждены в целесообразности начала тренингов для будущих десантов.
В марте 1941 года он подготовил вместе с Яном Гурским ещё один документ: «Поверхностный удар как новая форма наступательного боя, развивая предыдущие концепции». Поверхностный удар должен был состоять из одновременных и скоординированных действий, состоящих из высадки с моря и с воздуха, бомбардировок, наземных атак, а также действий повстанцев и диверсий в тылу врага.

## Работа в штабе армии Крайовой в Варшаве

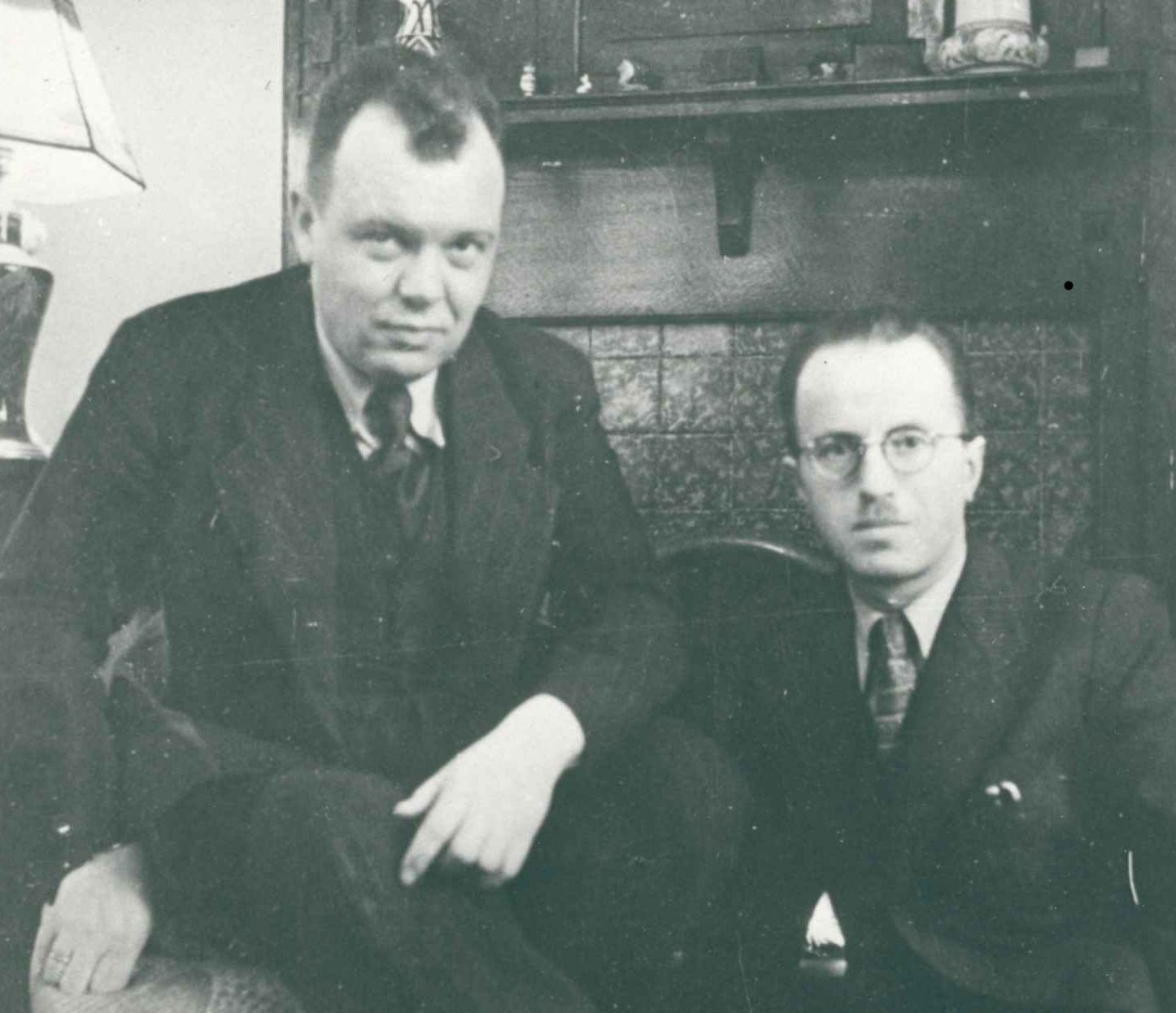
Ян Гурски (слева) и Мацей Каленкевич (1941 год).

27 декабря 1941 года Каленкевич вылетел в Польшу под кодовым именем рейса № 2: «Куртка» вместе с лейтенантом Марианом Юрецким, лейтенантом Альфредом Пачковским, лейтенантом Анджеем Свитковским и политическими курьерами: поручик Тадеуш Чюк и капрал Витольд Стшелецкий. Высадка произошла по ошибке на территории рейха, в окрестностях деревни Кирнозия, в непосредственной близости от границы с генерал-губернаторством. Каленкевич вместе с тремя другими парашютистами был арестован пограничниками. Прибыв в участок, поляки неожиданно открыли огонь на поражение, а после уничтожения всех немцев они вернули себе свободу. Всем четырём удалось добраться до генерал-губернаторства в Варшаву с помощью контактов установленных при запланированном месте высадки.
В Варшаве, как эмиссар Верховного главнокомандующего, Каленкевич встретился с генералом Стефаном Ровецким и был назначен в оперативный отдел штаба СВБ. С датой отъезда в Польшу ему было присвоено звание майора, а 19 марта 1942 года он был впервые награждён орденом Virtuti militari за стычку с немцами после десантирования. В составе штаба он проводил брифинги с начальниками штабов округов, особенно по его специальностям: партизанская война, диверсия и воздушное сообщение с Лондоном. Он также проводил подготовку кандидатов в старшие офицеры и инспекторов, был автором боевых инструкций. Наиболее важной из его разработок этого периода был «План W» - общий план восстания (оперативный отчёт командующего Армии Крайовой № 154 / III от 8 сентября 1942 года). Каленкевич предсказал враждебное отношение СССР к силам Армии Крайовой, предположил начало восстания во время несомненного поражения Германии - ранее только с уверенностью получения активной вооружённой помощи извне. Будучи сотрудником оперативного отдела, Каленкевич также осматривал районы (район Радом-Кельце АК, район Люблина А.К.). В августе 1943 года он руководил акцией «Восточная лента» - серией нападений на пограничные посты между генерал-губернаторством и районами, связанными с рейхом.

## Партизанская борьба в Новогрудском партизанском округе

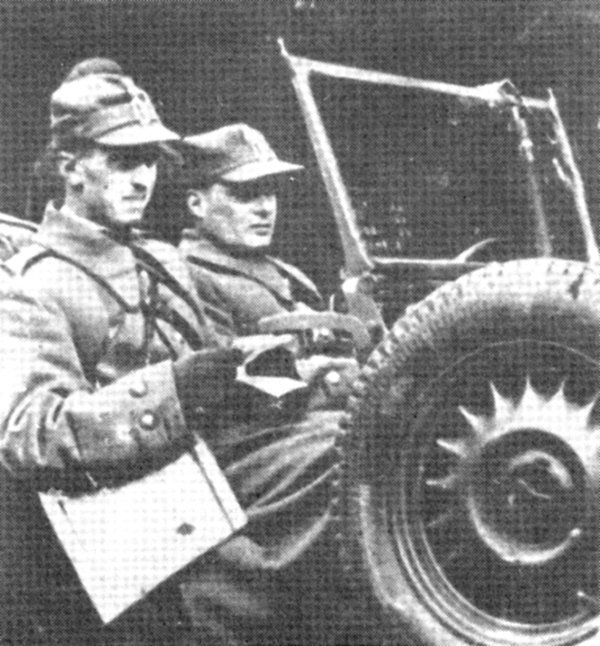
Мацей Каленкевич во время операции «Остра брама» (1944 год).

В марте 1944 года он был направлен в Новогрудский партизанский округ для участия в разрешении дела «Леха» Юзефа Свида (его двоюродного брата), обвиняемого окружным командованием в сотрудничестве с нацистами и попытке захвата власти в округе. После вынесения приговора Свиде к смертной казни он в соответствии со своими полномочиями приостановил её исполнение до конца войны. По его собственной просьбе он остался в регионе, переняв командование группой «Леха» от Юзефа Свида, переведённого в Варшаву. Он продолжал расширять округ и обучение группы. В апреле и мае его группа провела около дюжины боевых операций, в том числе с советскими партизанами, в целях защиты гражданского населения.
«Котвич» был также соавтором и интенсивным пропагандистом операции «Острая брама». Он считал, что появление польской Вильны у союзников при подходе советских войск было необходимо. В случае враждебного отношения советских властей к польской армии, она должна была не дать себя разоружить и защищать свои позиции в Вильно. План «Котвича» предусматривал сотрудничество обоих округов: Виленского и Новогрудского. Он представил его на совете, состоявшемся в Вильне в середине апреля, на котором также присутствовали: Александр Кшижановский «Волк», командир Виленского округа, местный начальник штаба майор Любослав Кшешовский «Людвик», заместитель правительственного делегата доктор Ежи Добжаньский «Мацей».
12 июня 1944 года генеральный штаб утвердил план операции операции «Острая брама», а 17 июня «Котвич» приказал офицерам Новогрудского округа подключить группировку Столпецкого. Подразделение под командованием «Котвича» должно было отправиться в Воложин и, объединившись с группировкой Столпецкого, прорваться в направлении Вильны. Этот манёвр не увенчался успехом, и Каленкевич, раненный во время боя под Ивьем, пришлось покинуть отделение и уехать в больницу – в раненой руке, развилась гангрена. Его отвезли в Девянишки, где находилась полевая штаб-квартира Командования Виленского округа. 29 июня ему ампутировали правую руку в полевом госпитале. Он не смог принять участие в участии операции «Острая брама», которой он был инициатором (однако не известно до конца, каким было его участие в создании детального плана наступления, который кристаллизуется, вероятно, между 20 июня и первые дни июля). Он очень критически относился к тому, как выполнялась операция «Острая брама».

### После прихода Красной армии
9 июля Каленкевич, который все ещё был в лихорадке после получения ранения, зарегистрировался в штабе полковника Кшижановского «Волк». В то время, когда соглашение с Красной армией казалось возможным, планировалось назначить его командиром 77-го пехотного полка Армии Крайовой, который должен был стать независимым польским корпусом Вальзеруцер. Его не было в Богузахе, когда советские органы власти арестовали офицеров армии Крайовой, прибывших на переговоры.
Во время собрания в Рудницкой пуще, где укрылись после ареста части офицеров польских войск, Каленкевич считал, что необходимо продолжать партизанскую и подпольную деятельность в восточных районах. Он не намеревался сражаться с Красной армией, но он полагал, что присутствие войск Армии Крайовой в этом районе было необходимо как в пропагандистских целях, так и для того, чтобы улучшить моральный дух войск и защитить население.
После роспуска отрядов Котвич остался в пуще, первоначально с примерно 1000 солдат. Поскольку в этих условиях он был слишком велик, чтобы уцелеть, его сократили до 100 человек, приказав другим уйти в подполье. С 22 по 24 июля филиал Каленкевича, который включал Станислава Сабуня «Личо» и капитана Францишека Цеплика «Хатрак» и ротмистра Яна Канты Скроховского «Острога» – двое тихотёмных, покинули Рудницкую пущу и отправились в сторону Гродненской пущи.
5 августа Станислав Сендзяк «Варта» передал Каленкевичу командование Новогрудским партизанским округом Армии Крайовой. Новый комендант планировал сохранить несколько партизанских отрядов с базой в Гродненской пуще и ограниченной подпольной деятельностью. Главной задачей он считал информационно-пропагандистскую работу, которую должны были выполнять: подполье и партизаны. Он также приложил усилия, чтобы заинтересовать союзников в ситуации в Виленском и Новогрудском партизанских округах Армии Крайовой. Отправленная 17 августа из восставшей Варшавы, радиограмма развеяла иллюзии о возможности миссии союзников в этом районе.
Отряд «Котвича», оперирующий на небольшом участке в пределах Рудницкой пущи, поддерживал контакт с действующими в этом же районе остатками виленских отрядов.

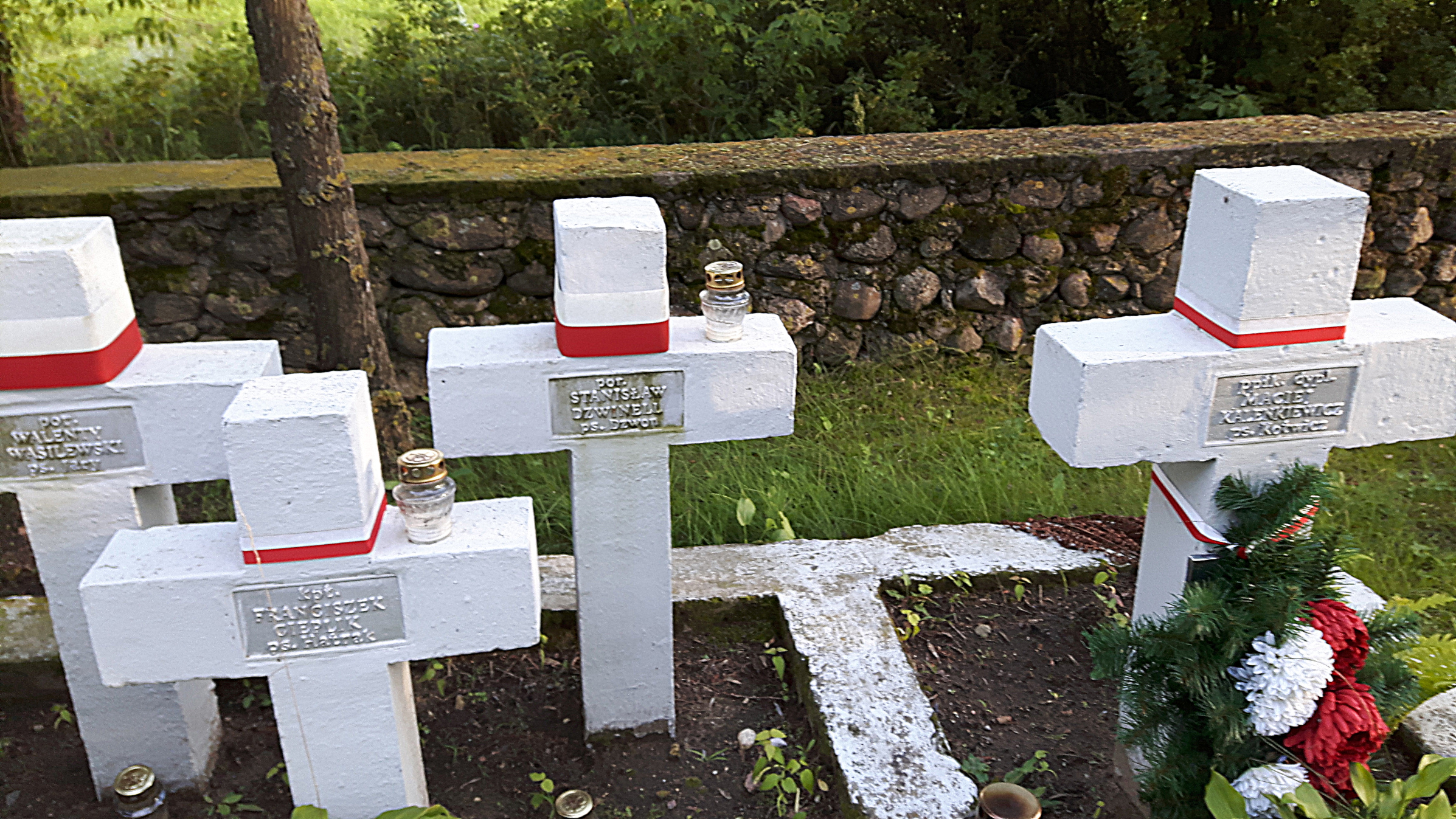
Могила подполковника Мацея Каленкевича в Сурконтах и памятный знак существовавший до 2022 года.

18 августа главное командование отправило сообщение, информирующее об официальном назначении «Котвича» командующим Новогрудского партизанского округа и о присвоении ему звания подполковника. Это сообщение не дошло до адресата. 19 августа советские власти начали ликвидацию Армии Крайовой на окраине Рудницкой пущи. 21 августа подразделение Каленкевича, состоящее из 72 человек, находилось в Сурконтах, где около полудня на него напал батальон НКВД, насчитывающий около 600 человек. Советская атака была отбита подразделением капитана Болеслава Василевского «Бустромяк»; два советских командира и около 30 солдат были убиты; у поляков не было убитых, но было много раненых. Каленкевич решил оставаться на месте до заката, чтобы была возможна эвакуация раненых. Во второй половине дня произошла вторая атака, которая привела к разгрому отряда. Польские потери составили 36 убитых и раненых. Советские власти официально признались в потерях 18 убитых, но отчёт, отправленный в Варшаву преемником Каленкевича, капитаном Станиславом Сендзяком «Варта» докладывал о 132 убитых вражеских солдатах. Каленкевич также погиб. Он был похоронен в братской могиле со своими солдатами, недалеко от дороги, соединяющей деревню Пелеса с Сурконтами, рядом с могилой повстанцев 1863 года.

## Личная жизнь
28 июня 1934 в браке с Ириной Эрдман (скончалась в 1994 году). У них было две дочери: Данута (род. 1935 год; позже Мария Данута, стала археологом и женой Ричарда Волгевича, также специалиста в этой области) и Агнешка (1939–2012 годы)

## Продвижение по службе
- Поручик – 15 августа 1928 год[5]
- Капитан – 1936 год
- Майор – 27 декабря 1941 года
- Подполковник – 1944 год

## Ордена и награды
- Virtuti militari – дважды (первый раз - 1942, второй - посмертно)
- Крест Храбрых – дважды
- Крест за заслуги с мечами
- Медаль польских вооружённых сил на Западе

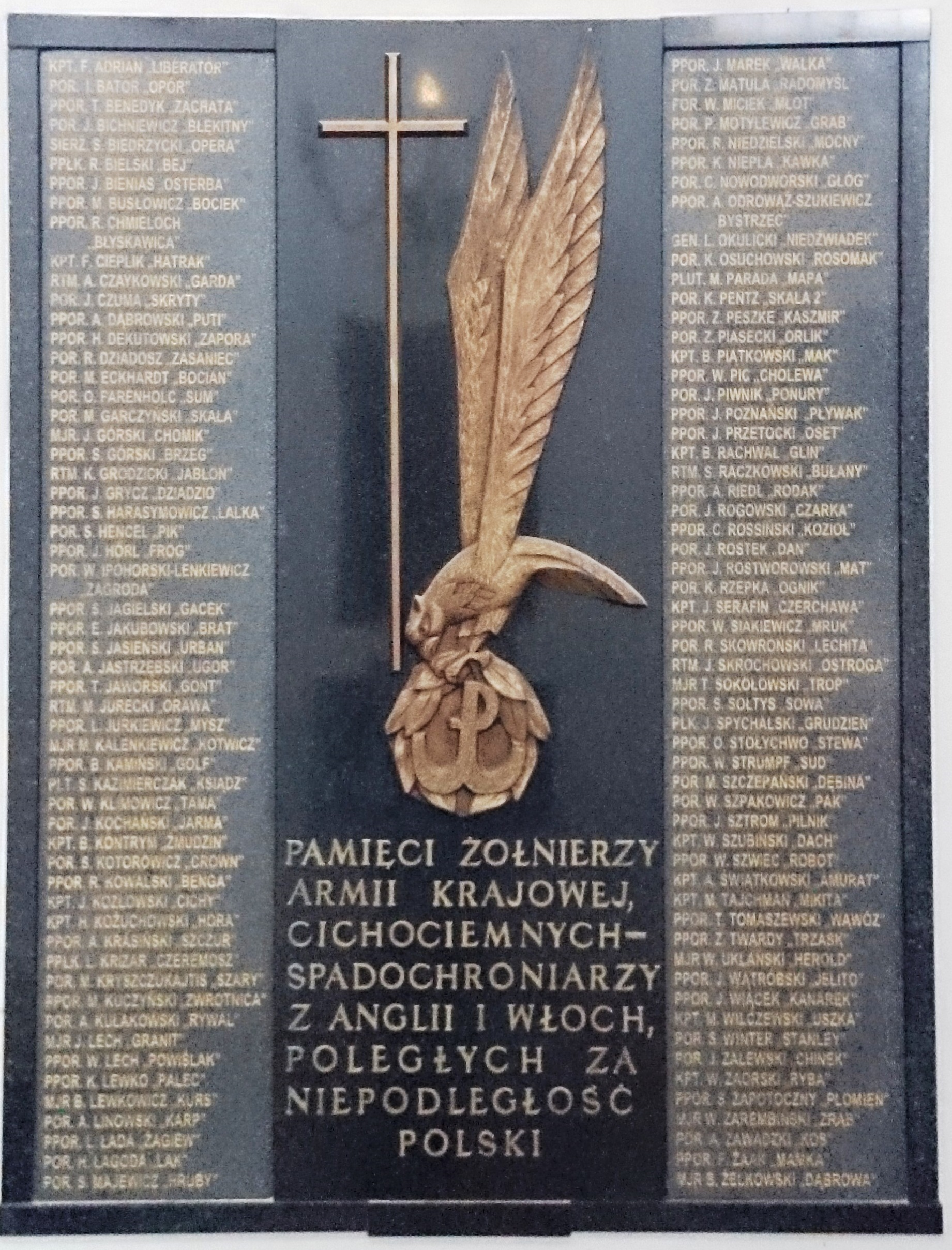
Мемориальная доска в церкви Святого Яцека в Варшаве, посвящённая павшим тихотёмным, в том числе Мацею Каленкевичу

- Крест Армии крайовой – посмертно
- Звезда Настойчивости (1985 год)[6]
- Обычный парашютный знак № 006

## Статьи Мацея Каленкевича
- Результаты лабораторных испытаний дозирования бетонных компонентов по методике проф. В. Пашковского, "Przegląd Techniczny" 1934, № 24. (Диссертация)
- Hubalczycy, "Skrzydła" 1942, № 7/384 (от 1-14,04,1942; журнал Польских ВВС, опубликованный в Лондоне).

## Увековечение памяти
- В фильме Хубал (1973 год) реж. Богдан Поремба в роли капитана. Мацей Каленкевич был сыгран актёром Тадеушем Янчаром[7].
- В левом нефе церкви св. Яцека на ул. Фрета в Варшаве открыли доску Памяти солдат Армии Крайовой, "тихотемных" – десантников из Англии и Италии, погибших за независимость Польши. Мацей Каленкевич входит в число 110 убитых солдат.
- 14 октября 1993 года в честь него назвали школьный комплекс № 1 с отделами интеграции в Кентшине.
- В честь него названа одна из улиц в Кракове.